# Fallingwater
Fallingwater — другий повноформатний альбом шведської співачки Лізи Місковскі, виданий у 2003 році лейблом Stockholm Records. Продюсерами релізу стали Йоакім Берг та Сімон Нурдберг. Альбом зайняв 1шу сходинку у топ-чарті Швеції та здобув статус платинового. Крім того, у 2003 році Лізу Місковскі, завдяки успіху цього релізу, було визнано найкращою співачкою країни за результатами одразу двох найпрестижніних премій Швеції: Rockbjörnen та Grammis.
13 червня 2005 року «Fallingwater» було перевидано у Великій Британії зі зміненим оформленням диску та двома додатковими треками (Shells та Please Forgive Me).

## Список пісень
| #   | Назва                     | Тривалість |
| --- | ------------------------- | ---------- |
| 1.  | «Lady Stardust»           | 4:42       |
| 2.  | «A Brand New Day»         | 3:44       |
| 3.  | «Sing to Me»              | 4:37       |
| 4.  | «You Dance Just like Me»  | 3:14       |
| 5.  | «Sweet Dreams»            | 3:18       |
| 6.  | «One Dark Night»          | 4:43       |
| 7.  | «Midnight Sun»            | 3:47       |
| 8.  | «Butterfly Man»           | 4:47       |
| 9.  | «Restless Heart»          | 5:22       |
| 10. | «Joan of Arc»             | 5:05       |
| 11. | «Take Me by the Hand»     | 3:54       |
| 12. | «Back to Stoneberry Road» | 3:05       |

| Бонус-треки британського видання | Бонус-треки британського видання | Бонус-треки британського видання |
| #                                | Назва                            | Тривалість                       |
| -------------------------------- | -------------------------------- | -------------------------------- |
| 13.                              | «Shells»                         | 4:58                             |
| 14.                              | «Please Forgive Me»              | 5:38                             |

## Історія релізів
| Країна          | Дата           |
| --------------- | -------------- |
| Швеція          | 31 жовтня 2003 |
| Велика Британія | 13 червня 2005 |